# 三条市立上林小学校
三条市立上林小学校（さんじょうしりつ かんばやししょうがっこう）は新潟県三条市栗林にある公立の小学校。併設型小中一貫校三条学園に属している。愛称はかんば。

## 教育目標[1]
考え深い子　心豊かな子　がんばりぬく子
目指す学校像：一人一人の笑顔がかがやく学校
目指す子ども像：話をよく聴き、思いを伝える子

## 特徴
恒例行事として、5月に田植え、大運動会、8月に上林っ子夏祭り、9月に稲刈り、10月に文化祭、持久走記録会、1月に校内書初大会がある。6月に5年生は自然教室に、6年生は修学旅行に行く。過去には校内で各学年が教室に企画ブースを出す、すぎの子祭りもあった。
三条市中央公民館上林分館が隣接しており、上林っ子夏祭りや、ちびっ子太鼓隊の練習などの際に連携している。
放課後のクラブ活動、クラス内の当番活動、異学年交流の杉の子班活動、校内の委員会活動など、課外活動が充実している。
卒業式や離任式では、生徒の列で花道を作って送り出すのが慣例となっている。
登校は地域ごとに班を作って集団登校、下校は学年ごとに集団下校となっている。災害時などの緊急時は全学年での集団下校となる。

## 歴史[3]

### 沿革
- 1874年11月9日 - 第六大学区第二中学区第十九番小学付属栗林校として、久真寺に開校。
- 1891年10月2日 - 新潟県南蒲原郡上林村立上林尋常小学校と改称。
- 1927年11月30日 - 新潟県南蒲原郡三条町 三条尋常高等小学校上林分教室と改称。
- 1950年11月1日 - 新潟県三条市立上林小学校と改称。
- 1954年12月2日 - 校歌制定。
- 1954年12月11日 - 校旗調製。
- 1983年7月27日 - 新校舎竣工式。
- 1986年8月1日 - 旧体育館に公民館上林分館設置。
- 2024年11月9日 - 三条市立上林小学校発祥の碑、除幕式。

### 年表
- 1950年12月2日 - 校舎増築第１期工事（中央）。
- 1955年3月7日 - 創立80周年記念式典。
- 1956年4月5日 - 校舎増築第２期工事（東側）。
- 1963年11月15日 - 校舎増築第３期工事（西側）。
- 1965年3月15日 - 校舎増築第４期工事（体育館他）。
- 1965年4月25日 - 創立90周年記念式典。
- 1965年9月13日 - 校舎増築第５期工事（旧音楽室）。
- 1972年7月16日 - プール竣工式。
- 1974年11月3日 - 創立100周年記念式典。
- 1975年10月28日 - 学習指導研究会（国語）開催。
- 1976年2月22日 - 図書館研究会開催。
- 1977年9月1日 - 新校舎用地造成工事着工。
- 1978年5月2日 - 新校舎用地造成工事完成。
- 1979年5月 - プレハブ教室完成。
- 1984年9月10日 - 新校舎（教室棟）竣工。
- 1984年9月17日 - 新校舎での授業開始。
- 1984年9月 - グラウンド拡張工事完了。
- 1984年11月22日 - 学校別研究会（国語）開催。
- 1985年9月18日 - 新体育館起工式。
- 1986年2月25日 - 新体育館竣工。
- 1986年3月16日 - 校舎竣工記念式典、祝賀会。
- 1987年12月6日 - 杉の子山完成（スキー場）。
- 1988年5月21日 - 杉の子山植樹（さつき200本）。
- 1990年3月 - 花壇整備、側溝敷設。
- 1991年10月8日 - 三条市学校別指定特別活動研究発表会開催。
- 1993年4月 - いきいきスクール指定。
- 1994年10月14日 - 図書館協議会指定研究会開催。
- 1994年11月12日 - 創立120周年記念式典。
- 1996年3月26日 - いきいきスクール観察池完成。
- 1996年4月 - 三条市国際理解教育推進校に指定。
- 1996年4月 - いきいきスクール・ステップアップ運動推進校に指定。
- 1996年7月29日 - 新プール起工式。
- 1996年11月16日 - 新プール竣工記念式典、祝賀会。
- 1997年6月17日 - 中村真衣を迎えての25Ｍ新プール開き。
- 1999年4月 - チャレンジ21教育推進運動推進校に指定。
- 2002年4月 - 完全学校週５日制の実施。
- 2002年4月 - やる気！元気！総合的学習支援事業への取組。
- 2004年11月20日 - 創立130周年記念式典。

- 2004年11月30日 - ビオトープ完成。
- 2007年3月20日 - 増築棟引き渡し。
- 2007年7月7日 - 増築棟竣工記念式典・祝賀会　同窓会より放送機器寄贈。
- 2009年3月23日 - 学校発祥の地「久真寺」が正通寺に統合されるのに伴い、飯台・教卓を受領（６年生の手により杉の子ルームに運び込む）。
- 2010年4月14日 - 交通安全ヘリコプター来校（泉田知事・干場県警本部長・武藤教育長）。
- 2011年11月8日 - 小中一貫教育モデル中学校区中間発表会開催。
- 2013年11月16日 - 暖房機引き渡し（暖房改修工事）。
- 2014年11月9日 - 創立140周年記念式典。
- 2015年10月22日 - 小中一貫教育全国サミットin三条にて授業公開（６年御子柴学級　算数科授業公開）。
- 2017年4月1日 - 第三中学校区３校（第三中学校、上林小学校、裏館小学校）の併設型小学校・中学校への移行に伴い、学園呼称を「三条学園」とする。
- 2017年8月10日 - 図書室にエアコン設置完了。
- 2017年10月23日 - グラウンド改修工事開始。
- 2024年11月16日 - 創立150周年式典。[4]

## 象徴
- 校歌[3]
作詞 - 桑原貞子
作曲 - 伊藤稔
- 校章は「上」を「林」で囲み、その周りを花のような模様が囲っているもの。
- 制服、制鞄、制靴は無し。低学年時には制帽がある。指定の体操服と赤白帽子がある。

## 通学区域
主に石上１丁目、石上２丁目、石上３丁目、栗林に住む児童が通学している。

## 進学
三条学園に属しているため、主な進学先は三条市立第三中学校となっている。

## 交通
- 弥彦線 北三条駅 北に徒歩36分
- 上越新幹線 弥彦線 燕三条駅 北東に徒歩39分